# Лозаннський тролейбус
Лозаннський тролейбус — основний вид громадського транспорту міста Лозанна, у кантоні Во, Швейцарія, що діє з 2 жовтня 1932 року. Найстарша діюча тролейбусна мережа Європи і найбільша в Швейцарії.

## Історія
Тролейбусний рух у Лозанні відкритий 2 жовтня 1932 року. Лозаннський тролейбус став другою тролейбусною мережею, що була відкрита у Швейцарії, перша — це інтерурбан тролейбусна мережа Фрібур-Фарваньї. Ця лінія була закрита до 1932 року. Тому система Лозанни була єдиною в країні тролейбусною мережею під час її відкриття, і вона зберігала цю відмінність до відкриття тролейбусної мережі в місті Вінтертур у 1938 році
Перша тролейбусна лінія Лозанни була прокладена між залізничною станцією Лозанна та Оучі. У 1938—1939 роках відкрито ще декілька ліній, а між 1938 та 1964 роками система поступово замінила трамвайну мережу Лозанни.
9 квітня 1951 року трамвайна лінія до Монтерону була замінена тролейбусною лінією. 7 січня 1964 року тролейбусна лінія № 7 замінила трамвайну лінію № 9, яка була закрита попереднім днем. Станом на 1964 рік у Лозанні вже існувало 10 тролейбусних ліній.
1 червня 1969 року була відкрита приміська тролейбусна лінія до Шале-а-Гобе. 3 червня 1973 року лінія № 5 була подовжена до Епаленжу, а 1 червня 1975 року лінію № 9 продовження до Лютрі.

## Лінії

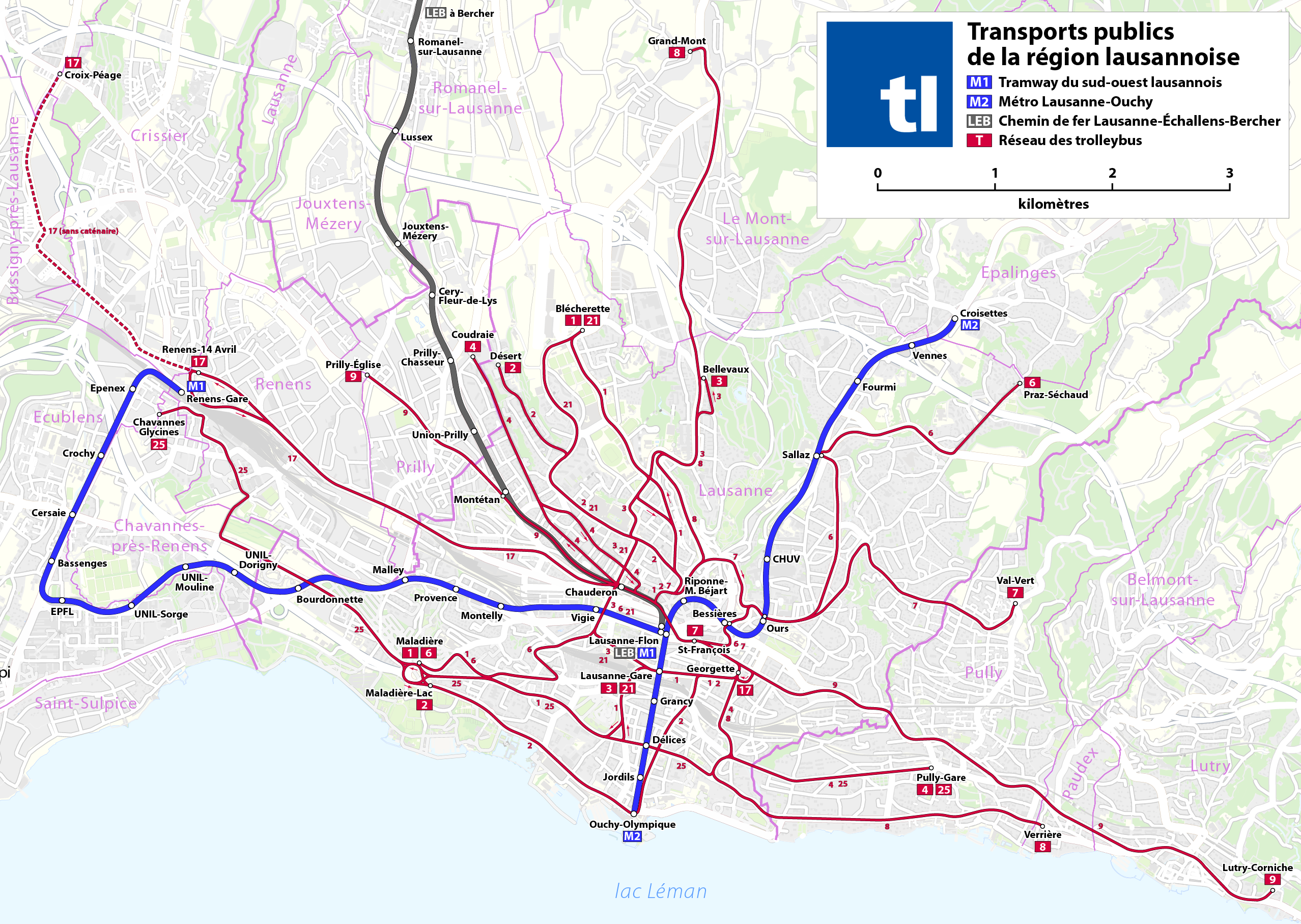
Схема маршрутів (червоним кольором)

У Лозанні діє 10 тролейбусних маршрутів:
- 1: Маладьєр — Сан-Франсуа — Аеропорт «Блешерет» (22 зупинки)
- 2: Маладьєр-Лак — Уші — Сан-Франсуа — Дезер (25 зупинок)
- 3: Залізничний вокзал — Белево (12 зупинок)
- 4: Пюї — Залізничний вокзал — Сан-Франсуа — Кодре (20 зупинок)
- 6: Маладьєр — Шодерон — Сан-Франсуа — Саллаз (19 зупинок)
- 7: Валь-Вер — Сан-Франсуа — Ренан-14 квітня (23 зупинки)
- 8: Верьєр — Сан-Франсуа — Белево — Гран-Мон (31 зупинка)

- 9: Лютрі-Корніш — Пюї — Сан-Франсуа — Пріллі-Егліз (25 зупинок)
- 21: Залізничний вокзал — Блешерет (14 зупинок)
- 25: Бурдонет — Маладьєр — Монтшуазі — Вокзал Пюї (19 зупинок)

## Рухомий склад
| Фото | Бортовий №                | Кількість             | Виробник            | Електрика    | Тип     | Модель      | Низькопідлоговий | Рік виробництва |
| ---- | ------------------------- | --------------------- | ------------------- | ------------ | ------- | ----------- | ---------------- | --------------- |
|      | 721—722, 732—733, 739—750 | 16                    | FBW / Hess          | BBC-Sécheron | 91      | одинарний   | no               | 1981—1984       |
|      | 751—792                   | 42                    | NAW / Lauber        | BBC-Sécheron |         | одинарний   | ні               | 1986—1990       |
|      | 831—865                   | 35                    | Hess                | Kiepe        | BGT-N2C | зчленований | так              | 2009—2010       |
|      | 901—920                   | 30                    | Hess / Lanz + Marti | none         | ?       | причіп      | так              | 1990            |
|      | 921—930                   | 30                    | Hess / Lanz + Marti | none         | ?       | причіп      | так              | 2006            |
|      | 951—973                   | 17 or fewer remaining | Rochat / Lauber     | none         | ?       | причеп      | так              | 1974—1979       |